# Anovulazione
L'anovulazione o ciclo anovulatorio è la presenza di un ciclo mestruale in cui manca il rilascio di un ovocita da parte dell'ovaio. Qualora tale evento diventi cronico si può andare incontro a infertilità. È un evento fisiologico durante l'infanzia, la gravidanza, l'allattamento materno e la menopausa.

## Eziologia
Tra le cause di anovulazione cronica si possono riscontrare:
- disordini ipotalamici, come nel caso di carente produzione di ormone di rilascio delle gonadotropine (GnRH), sia per motivi organici, sia successivamente a diete rigide, attività fisica eccessiva e eventi emotivi importanti[1];
- disordini ipofisari, da aberrante produzione di gonadotropine (FSH e/o LH) o nei casi di ipopituitarismo[1];
- sindrome dell'ovaio policistico e in generale nel caso di aumento di androgeni circolanti[1];
- sindrome di Cushing[1];
- tireopatie caratterizzate da ipertiroidismo o ipotiroidismo[1].

## Trattamento
La terapia consiste solitamente nella terapia ormonale sostitutiva basata sulla somministrazione di estro-progestinici, ma può comprendere anche agonisti dell'ormone di rilascio delle gonadotropine e antiandrogeni.